# Svære sandheder
Svære sandheder er en britisk film fra 2024, der er instrueret af Mike Leigh. Filmens hovedperson er Pansy, spillet af Marianne Jean-Baptiste, er ramt af mange både fysiske og psykiske problemer og lever livet som en kamp mod alle andre. Kun hendes søster Chantelle kan konfrontere hende med de sandheder, som Pansy ønsker at fortrænge.
Mike Leigh har i mere end 50 år fremstillet livet og hjemmene hos britiske borgere fra forskellige baggrunde og samfundslag. Svære sandheder bygger videre på hans gennemprøvede metode, og i filmen arbejdede han igen med skuespillerne Marianne Jean-Baptiste og Michele Austin, som tidligere havde spillet søstre i Leighs teaterstykke It's a Great Big Shame fra 1993 og senere tætte venner i Leighs film Hemmeligheder og løgne fra 1996, der  vandt Den Gyldne Palme, og som gav Jean-Baptiste en Oscar-nominering.
For sin præstation i denne film blev Jean-Baptiste nomineret til bedste kvindelige hovedrolle ved British Academy Film Awards, hvor filmen også var nomineret i kategorien "Bedste britiske film".

## Handling
Pansy (Marianne Jean-Baptiste) er ramt af både fysiske og psykiske smerter og lever livet som en lang kamp mod alle - familien, hendes tandlæge og læge og selv kassedamen i supermarkedet. Hendes mand Curtley har givet op, og sønnen Moses lever i sin egen verden. Kun Pansys søster Chantelle forstår hende og kan konfrontere hende med de sandheder, Pansy forsøger at fortrænge.

## Medvirkende
- Marianne Jean-Baptiste som Pansy Deacon
- Michele Austin som Chantelle
- David Webber som Curtley Deacon
- Tuwaine Barrett som Moses Deacon
- Ani Nelson som Kayla
- Sophia Brown som Aleisha
- Jonathan Livingstone som Virgil
- Samantha Spiro som Nicole[2]

## Modtagelse

### USA
På det amerikanske websted Rotten Tomatoes, der opsummerer amerikanske mediers filmanmeldelser, var 95 % af de 171 indsamlede anmeldelser positive med en gennemsnitlig vurdering på 8,1 ud af 10 mulige point. Webstedets sammenfattende vurdering roste Marianne Jean-Baptistes optræden og kaldte filmen et fremragende karakterstudie af forfatter-instruktøren Mike Leigh.

### Danmark
Filmmagasinet Ekko gav filmen fire stjerner ud af seks og kaldte den et forfriskende isbad, hvor frådende vrede Marianne Jean-Baptiste leverede sin bedste præstation siden Hemmeligheder og løgne.